# 勒普莱西莱谢勒
勒普莱西莱谢勒（法語：Le Plessis-l'Échelle，法語發音：[lə plɛsi leʃɛl]）是法国卢瓦-谢尔省的一个市镇，属于布卢瓦区。

## 地理
勒普莱西莱谢勒（47°48'50"N, 1°25'45"E）面积11.7 平方千米，位于法国中央-卢瓦尔河谷大区卢瓦-谢尔省，该省份为法国中北部省份，北起厄尔-卢瓦省，东北接卢瓦雷省，东南接谢尔省，南至安德尔省，西南接安德尔-卢瓦尔省，西北接萨尔特省。
与勒普莱西莱谢勒接壤的市镇（或旧市镇、城区）包括：布里尤、拉马德莱娜-维勒弗鲁安、马舍努瓦尔、罗什、圣洛朗德布瓦、博斯地区圣莱奥纳尔、塔尔西。

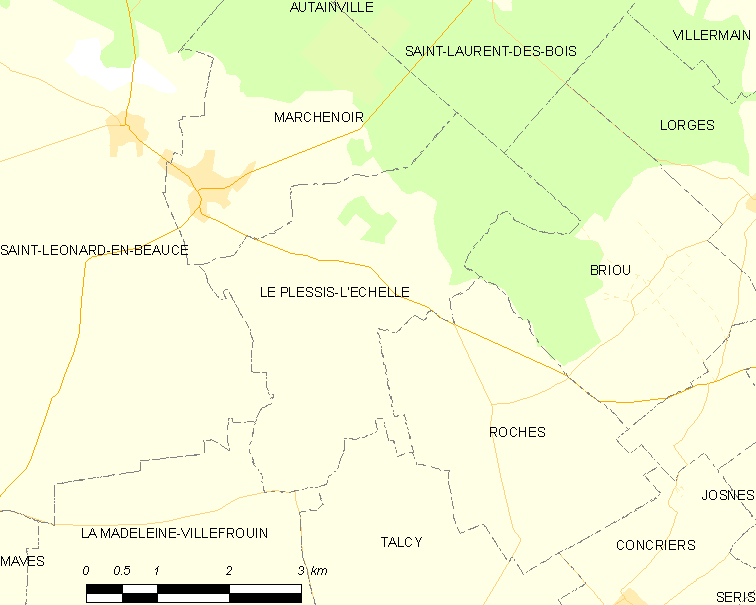
勒普莱西莱谢勒的OSM定位图

勒普莱西莱谢勒的时区为UTC+01:00、UTC+02:00（夏令时）。

## 行政
勒普莱西莱谢勒的邮政编码为41370，INSEE市镇编码为41178。

## 政治
勒普莱西莱谢勒所属的省级选区为拉博斯县。

## 人口

1962-2008年间勒普莱西莱谢勒人口变化图示

勒普莱西莱谢勒于2022年1月1日时的人口数量为58人。